# Seyfi Tatar
Seyfi Ebuset Tatar (* 1945 in Sivas; † 23. November 2015 in Antalya) war ein türkischer Boxer. Er wurde unter anderem fünffacher Balkanmeister und zweifacher Vize-Europameister, zudem nahm er an den Olympischen Sommerspielen 1968 in Mexiko-Stadt und 1972 in München teil.

## Karriere
Seyfi Tatar begann im Alter von 18 Jahren mit dem Boxen und wurde von Mehmet Yıldırım sowie Hüseyin Yıldırım trainiert. Rund sechs Monate später wechselte er zum Polizeiteam nach Ankara, wo er von Emrullah Sultan und Kemal Yalçınkaya betreut wurde. Weitere Stationen seiner Karriere waren die Clubs Konya Yolspor, İzmit SEKA und Galatasaray Istanbul. Er bestritt insgesamt 203 Kämpfe, darunter 38 Länderkämpfe für das Nationalteam. Er wurde sechsmal Türkischer Meister und sechs Mal Türkischer Mannschaftsmeister.
Bei Balkanmeisterschaften ging er fünf Mal als Sieger hervor; 1967 in Istanbul und 1969 in Galați jeweils im Federgewicht, sowie 1970 in Warna, 1971 in Titograd und 1973 in Athen jeweils im Leichtgewicht. Bei Mittelmeerspielen gewann er 1967 in Tunis Silber im Federgewicht und 1971 in Izmir Silber im Leichtgewicht.
Bei der Europameisterschaft 1967 in Rom kam er mit Siegen gegen John Murphy, Werner Ruzicka und Iwan Michajlow in das Finale des Federgewichts, wo er knapp mit 2:3 gegen Ryszard Petek unterlag. Es handelte sich um den bis dahin größten Erfolg eines türkischen Boxers. Bei der Europameisterschaft 1969 in Bukarest wiederholte er diesen Erfolg nach einer knappen 2:3-Niederlage im Finale gegen László Orbán. Zuvor hatte er erneut Iwan Michajlow sowie Dimitrios Tsironis und Peter Christiansen besiegt.
Bei den Olympischen Sommerspielen 1968 in Mexiko-Stadt siegte er gegen den Spanier Andrés Martín und den Südkoreaner Kim Seong-eun, ehe er im Viertelfinale diesmal gegen Iwan Michajlow auf einem fünften Platz ausschied. Bei seinen zweiten Olympischen Sommerspielen, 1972 in München, schied er in der Vorrunde gegen den Italiener Pasqualino Morbidelli aus.

## Persönliches
Seyfi Tatar lebte nach seiner Pensionierung 1999 in Evrenseki im Landkreis Manavgat. Er war verheiratet und Vater von zwei Söhnen und einer Tochter. Tatar starb 2015 in einem Krankenhaus in Antalya an den Folgen einer Lungenkrebserkrankung und wurde auf dem Kavaklı-Friedhof in Evrenseki beigesetzt.